# Prelude voor de G.S.M.D.
De Prelude voor G.S.M.D. is een compositie van Witold Lutosławski. Het werd geschreven ter gelegenheid van een bezoek dat de Poolse componist bracht aan de Guildhall School of Music and Drama (GSMD). De componist leidde het symfonieorkest van die instelling op 11 mei 1989 onder meer in dit werk.
De prelude is geschreven voor:
- 2 dwarsfluiten, 2 hobo's, 2 klarinetten, 2 fagotten
- 2 hoorns, 2 trompetten, 2 trombones, 1 tuba
- pauken, percussie
- violen, altviolen, celli, contrabassen